# 自由民主党朝鮮半島問題小委員会
自由民主党朝鮮半島問題小委員会（じゆうみんしゅとうちょうせんはんとうもんだいしょういいんかい）は自由民主党政務調査会の外交調査会のもとの小委員会。「政府の対北朝鮮外交をバックアップする」ために2007年12月に結成された。

## 参加議員
副委員長
- 船田元
- 中曽根弘文

幹事長
- 茂木敏充

幹事
- 平沢勝栄

## 元メンバー
- 臼井日出男（顧問・2009年に引退）
- 太田誠一（2009年に落選）
- 山崎拓（最高顧問・2009年に落選）
- 笹川堯（副委員長・2009年に落選）
- 中馬弘毅（副委員長・2009年に落選）
- 愛知和男（顧問・2009年に落選）
- 田野瀬良太郎（幹事・2012年に引退）
- 大野功統（副委員長・2012年に引退）
- 金子一義（副委員長・2017年に引退）
- 園田博之（副委員長・2018年に死去）
- 溝手顕正（副委員長・2019年に落選）
- 川崎二郎（副委員長・2021年に引退）
- 河村建夫（副委員長・2021年に引退）
- 細田博之（副委員長・2023年に死去）
- 衛藤征士郎（委員長・2024年に落選）
- 高木毅（事務局長・2024年に落選）